# Eliott Roudil
Eliott Roudil (Francia, 30 de octubre de 1996) es un jugador profesional francés de rugby que se desempeña en la posición de wing izquierdo en Section Paloise, equipo perteneciente a la liga Top 14.

## Carrera
Roudil es un jugador de formación francesa (JIFF). En 2004 comenzó su carrera deportiva con el equipo Stade Nantais, en el cual jugó nueve temporadas (2004-2013), después pasó a Stade Rochelais (2013-2020), luego a Section Paloise, donde lleva jugando cuatro temporadas.